# National Treasure: Book of Secrets
National Treasure: Book of Secrets(titlen National Treasure 2: Book of Secrets på DVD / Blu-ray udgivelse) er en eventyr film fra 2007 og er efterfølgeren til filmen National Treasure fra 2004. Den er instrueret af Jon Turteltaub og produceret af Jerry Bruckheimer.

## Rolleliste
- Nicolas Cage som Ben Gates
- Jon Voight som Patrick Gates
- Diane Kruger som Abigail Chase
- Helen Mirren som Emily Appleton
- Harvey Keitel som Sadusky
- Ed Harris som Jeb Wilkinson
- Bruce Greenwood som USAs præsident
- Justin Bartha som Riley Poole
- Alicia Coppola som Agent Dawes
- Joel Gretsch som Thomas Gates